# Parque nacional de Ujung Kulon

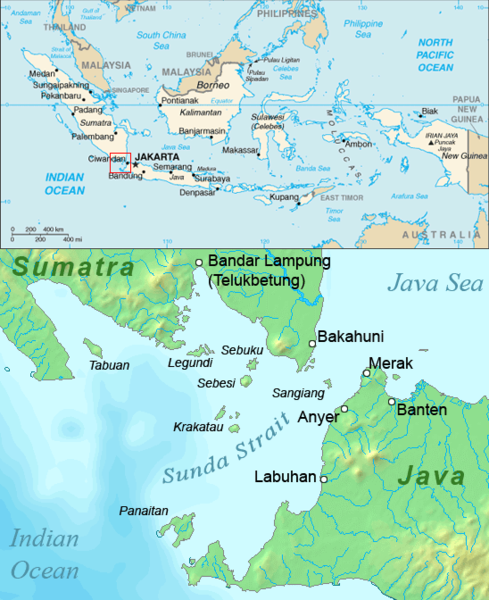
Estrecho de la Sonda.

El Parque Nacional de Ujung Kulon está situado en el estrecho de la Sonda, entre la provincia de Banten en la costa suroccidental de la isla de Java y la provincia de Lampung, en la costa suroriental de la isla de Sumatra, en las islas mayores de la Sonda. Fue declarado como Patrimonio de la Humanidad por la Unesco en el año 1991.
El parque nacional incluye la península de Ujung Kulon, la cercana isla Panaitan y varias islas cercanas a la playa, rodeando al volcán del Krakatoa. Además de su belleza natural e interés geológico, especialmente para el estudio de los volcanes, contiene la mayor área de selvas tropicales de llanura de la isla de Java.
Abarcando un área protegida de unas 123.051 ha, que se dividen en 1.206 km² terrestres y 443 km² marinos. Alberga a varias especies de plantas y animales en peligro de extinción, siendo la más destacable el rinoceronte de Java (Rhinoceros sondaicus).